# Jan Raphael
Pour les articles homonymes, voir Raphaël (homonymie).
Jan Raphael, né le 18 janvier 1980 à Hanovre en Allemagne est un triathlète professionnel, vainqueur sur triathlon Ironman.

## Palmarès
Le tableau présente les résultats les plus significatifs (podium) obtenus sur le circuit national et international de triathlon depuis 2003,.
| Année | Compétition                                  | Pays       | Position           | Temps           |
| ----- | -------------------------------------------- | ---------- | ------------------ | --------------- |
| 2017  | Challenge Venise                             | Italie     | Médaille de bronze | 8 h 29 min 57 s |
| 2017  | Challenge Regensburg                         | Danemark   | Médaille d'or      | 8 h 2 min 32 s  |
| 2017  | Championnat d'Allemagne longue distance LD   | Allemagne  | Médaille d'or      | Timing          |
| 2016  | Challenge Almere-Amsterdam                   | Pays-Bas   | Médaille d'or      | 8 h 3 min 43 s  |
| 2016  | Challenge Regensburg                         | Danemark   | Médaille d'or      | 8 h 27 min 27 s |
| 2013  | Ironman Allemagne                            | Allemagne  | Médaille d'argent  | 8 h 7 min 19 s  |
| 2012  | Ironman Floride                              | États-Unis | Médaille d'argent  | 8 h 8 min 49 s  |
| 2012  | Ironman Suède                                | Suède      | Médaille d'or      | 8 h 4 min 1 s   |
| 2011  | Ironman Allemagne                            | Allemagne  | Médaille d'argent  | 8 h 19 min 39 s |
| 2006  | Coupe d'Europe - l'étape de Kędzierzyn-Koźle | Pologne    | Médaille de bronze | 1 h 49 min 38 s |
| 2006  | Ironman Floride                              | États-Unis | Médaille d'or      | 8 h 22 min 0 s  |
| 2003  | Coupe d'Europe - l'étape de Lausanne         | Suisse     | Médaille d'argent  | 1 h 51 min 26 s |